# Hotel Vermont 609
Hotel Vermont 609 är ett studioalbum från 2006 av Lisa Nilsson. Albumet spelades in i Brasilien, och består av brasilianska popschlagers från 1960- och 70-talen, omskrivna från portugisiska till svenska.

## Låtlista
1. Ponta de Areia (intro) (Milton Nasciemento, Fernando Brant)
2. I hörnet av hjärtat (Clube da esquina) (Milton Nasciemento, Lô Borges, Marcio Borges, Lisa Nilsson)
3. Regn i Rio (Lisa Nilsson, João Castilho)
4. Genom tid och rum (Sentinela) (Milton Nasciemento, Lô Borges, Marcio Borges, Lisa Nilsson)
5. Snurra, moder jord (Quantas voltas dá meu mundo) (Djavan, Lisa Nilsson)
6. Var det bara regn? (Morena de edoidecer) (Djavan, Lisa Nilsson)
7. För att ta farväl (Pra dizer adeus) (Edu Lobo, Torquato Neto, Lisa Nilsson)
8. Vinden (O vento) (Dorival Caymmi, Lisa Nilsson)
9. Allt du ville vara (Tudo que você podia ser) (Lô Borges, Marcio Borges, Lisa Nilsson)
10. Gryning (Nascente) (Milton Nasciemento, Fernando Brant, Lisa Nilsson)
11. Só louco (Dorival Caymmi, Lisa Nilsson)
12. Ponta de Areia (outro) (Milton Nasciemento, Fernando Brant)

- Lisa Nilsson - sångare, klockspel, handklapp, producent
- Banda Beleza - musiker

## Listplaceringar
| Lista (2006-2007) | Topplacering |
| ----------------- | ------------ |
| Danmark           | 12           |
| Norge             | 19           |
| Sverige           | 1            |

### Fotnoter
1. ↑  ”Lisa Nilsson åker på turné”. Svenska dagbladet. 31 augusti 2006. http://www.svd.se/kultur/lisa-nilsson-aker-pa-turne_348680.svd. Läst 17 november 2014.
2. ↑  ”Hotel Vermont 609”. Svensk mediedatabas. 26 februari 2006. http://smdb.kb.se/catalog/id/002052536. Läst 17 november 2014.
3. ↑  ”Lisa fann lusten i Brasilien”. Svenska dagbladet. 2 oktober 2006. http://www.svd.se/kultur/lisa-fann-lusten-i-brasilien_357804.svd. Läst 17 november 2014.
4. ↑  ”Hotel Vermont 609”. Danishcharts. 26 februari 2006. Arkiverad från originalet den 21 december 2014. https://web.archive.org/web/20141221061611/http://danishcharts.com/showitem.asp?interpret=Lisa+Nilsson&titel=Hotel+Vermont+609&cat=a. Läst 17 november 2014.
5. ↑  ”Hotel Vermont 609”. Norwegiancharts. 26 februari 2006. Arkiverad från originalet den 2 januari 2015. https://web.archive.org/web/20150102113037/http://norwegiancharts.com/showitem.asp?interpret=Lisa%20Nilsson&titel=Hotel%20Vermont%20609&cat=a. Läst 17 november 2014.
6. ↑  ”Hotel Vermont 609”. Swedishcharts. 26 februari 2006. http://swedishcharts.com/showitem.asp?interpret=Lisa+Nilsson&titel=Hotel+Vermont+609&cat=a. Läst 17 november 2014.